# Ľudmila Maťavková

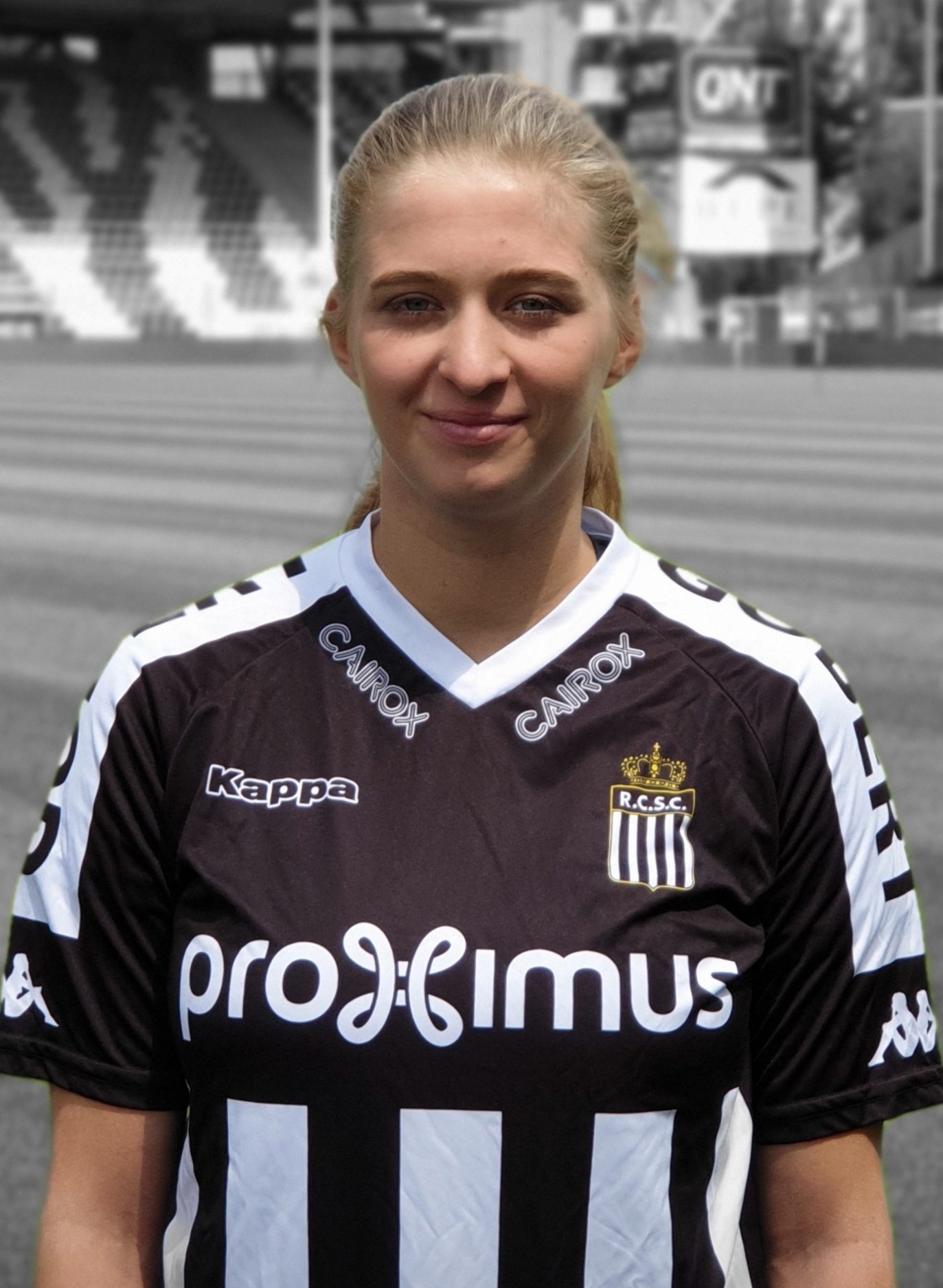
Ľudmila Maťavková, 2020

Ľudmila Maťavková (* 11. April 1998 in Chynorany) ist eine slowakische Fußballspielerin, welche meist im offensiven Mittelfeld eingesetzt wird. Seit der Saison 2021/22 steht sie bei FC Brügge unter Vertrag und vertritt seit 2016 die slowakische Nationalmannschaft.

## Karriere

### Vereinskarriere
Ihr Fußballkarriere begann Ľudmila Maťavková in der Jugend von OŠK Chynorany und von FC Baník Prievidza. Als Spielerin von FC Baník Prievidza wurde sie im Jahr 2013 zum weiblichen Fußballtalent des Jahres ausgezeichnet. Zudem hatte sie Probetrainings bei den deutschen Vereinen 1. FFC Frankfurt und FC Bayern München. Trotzdem entschied sie sich den nächsten Schritt in ihrer Karriere beim tschechischen Klub 1. FC Slovácko zu gehen. Dort sammelte sie ihre ersten Erfahrungen im Erwachsenenbereich. In der Winterpause der Saison 2018/19 wechselte sie zurück in die Slowakei und schloss sich dem ŠK Slovan Bratislava an, mit welchen sie direkt die slowakische Meisterschaft gewinnen konnte. In der Saison 2019/20 konnte sie mit Slovan Bratislava die Meisterschaft nicht verteidigen, da die Saison aufgrund der COVID-19-Pandemie abgebrochen wurde.
Zur Saison 2020/21 schloss sich Ľudmila Maťavková der neu gegründeten Frauenabteilung von Sporting Charleroi an, welche direkt in die Super League, die höchste Liga im belgischen Frauenfußball, einsteigen konnten. Am 16. Juli 2020 verewigte sie sich in den Annalen des Vereins, als sie beim ersten Super-League-Spiel des Vereins in der 17. Minute mit der zwischenzeitlichen 1:0-Führung das erste Tor des Vereins in der Super League erzielte. Das Spiel konnte die Mannschaft von Sporting Charleroi schlussendlich mit 9:1 gewinnen. Die Hauptrunde beendete sie zusammen mit ihrem Team auf dem letzten Tabellenplatz, aber in der Abstiegsrunde konnte sich die Mannschaft auf den vorletzten Tabellenplatz verbessern und schaffte damit den sportlichen Klassenerhalt.
Nach nur einer Saison verließ Ľudmila Maťavková die Mannschaft aus Charleroi wieder und schloss sich der Frauenabteilung vom FC Brügge an.

### Nationalmannschaftskarriere
Für die slowakische Nationalmannschaft debütierte Ľudmila Maťavková am 26. November 2016 beim Freundschaftsspiel gegen Kroatien. Zu dem 5:3-Sieg ihrer Mannschaft in Zagreb konnte sie direkt bei ihren Debüt zwei Treffer erzielen. Im Jahr 2018 nahm sie gemeinsam mit der Slowakei erstmals am Zypern-Cup und konnte beim abschließenden Spiel um Platz 9, wo die slowakische Mannschaft auf Tschechien traf, ihre drittes Tor im Nationaldress erzielen. Trotz des Treffers verlor die Slowakei das Spiel mit 2:5 und beendete den Zypern-Cup 2018 auf den zehnten Platz.